# Славиша Копривица
Славиша Копривица (Београд, 17. јун 1968) је бивши југословенски и српски кошаркаш. Играо је на позицијама крилног центра и центра. Његов син Балша је такође кошаркаш.

## Клупска каријера
Копривица је са 13 година почео да тренира кошарку у Партизану. За први тим Партизана је дебитовао већ са 15 година у плејоф серији са Црвеном звездом. Са 16 година је прослеђен на позајмицу у ваљевски Металац (1984/85) са којим је играо у Првој Б лиги. Уследио је повратак у Партизан у којем је провео наредне две сезоне (1985/86 и 1986/87). У сезони 1986/87. освојено је првенство Југославије у финалној серији против Црвене звезде.
Од сезоне 1987/88. је заиграо за ИМТ. Провео је у овом клубу наредне четири сезоне играјући у југословенској Првој лиги. У сезони 1990/91, својој последњој у ИМТ-у, Копривица је био четврти стрелац југословенске Прве лиге. Од сезоне 1991/92. се вратио у Партизан.  Екипа предвођена тренером Жељком Обрадовићем освојила је у тој сезони првенство и Куп Југославије као и највреднији трофеј у историји клуба -  Евролигу (тада под именом Европска лига). У наредној 1992/93. сезони, Партизан је због санкција наступао само у домаћим такмичењима а Копривица је био капитен екипе.
Након две године у Партизану, сезону 1993/94. је провео у екипи Паграти из Атине. Копривица је у овој сезони био међу десет најбољих стрелаца грчке Прве лиге. Сезону 1994/95. је почео у ОКК Београду, наступио је на седам утакмица (просек 14,3 поена), након чега је у новембру 1994. отишао у италијанску Горицу у којој је провео остатак сезоне.  У сезони 1996/97. је наступао за Беобанку. Екипа Беобанке је у тој сезони стигла до осмине финала међународног Купа Радивоја Кораћа. Сезону 1997/98. је почео у Беопетролу али се на полусезони вратио у Партизан са којим се пласирао на фајнал фор Евролиге у Барселони.
Сезону 1998/99. је провео у пољском Прушкову, са којим је освојио национални Куп. У сезони 2000/01. је наступао за мађарски Солнок. Имао је још иностране ангажмане у Уралу из Јекатеринбурга (2001/02) и екипи Черно Море из Варне (2002/03).

## Репрезентација
Са репрезентацијом Југославије до 16 година је освојио златну медаљу на Европском првенству 1985. у Русеу, Бугарска. Наредне 1986. је освојио још једну златну медаљу са репрезентацијом до 18 година на Европском првенству у Гмундену, Аустрија. Са селекцијом до 19 година је освојио такође златну медаљу на Светском првенству 1987. у Бормију, Италија.
Копривица је наступио и на три Балканијаде, 1986. у Атини, тренер Светислав Пешић, 4 место, 1988. у Турској, тренер Драган Шакота, прво место и 1990. у Скопљу, тренер Душан Ивковић, прво место а проглашен је и за најбољег играча. Играо је и на Универзијади 1989. године у Дуизбургу где је репрезентација заузела 6. место.

## Успеси

### Клупски
- Партизан :
  - Евролига (1) : 1991/92.
  - Првенство Југославије (2) : 1986/87, 1991/92.
  - Куп Југославије (1) : 1992.
- Знич Прушков :
  - Куп Пољске (1) : 1999.

### Репрезентативни
- Европско првенство до 16 година:  1985.
- Европско првенство до 18 година:  1986.
- Светско првенство до 19 година:  1987.